# Bill Cantrell
Bill Cantrell (n. 31 ianuarie 1908 - d. 22 ianuarie 1996) a fost un pilot de curse auto american care a evoluat în Campionatul Mondial de Formula 1 în sezonul 1950.